# پریس بنگاس
پریس بنگاس (انگلیسی: Perris Benegas؛ زادهٔ ۲۲ ژوئیهٔ ۱۹۹۵) دوچرخه‌سوار بی‌ام‌اکس زن اهل ایالات متحده آمریکا است.
وی در مسابقات کشوری و بین‌المللی در مجموع برندهٔ ۱ مدال طلا، ۱ مدال نقره شده است.